# 梁宰豪
梁 宰豪（ヤン・ジェホ、1963年2月8日 - ）は、韓国の囲碁棋士。慶尚南道蔚山市(現･蔚山広域市)出身、韓国棋院所属、九段。曺薫鉉、徐奉洙の次の世代の棋士として活躍、東洋証券杯優勝など。

## 経歴
1979年に入段。沖岩高校卒業。1990年、第1回東洋証券杯戦決勝で張秀英を3-1で破って優勝。1992、95年に名人戦で挑戦者となるが、それぞれ李昌鎬に1-3、0-3で敗れる。1994年九段。1996年に三星火災杯でベスト4進出など、国際棋戦でも韓国代表として活躍。
韓国囲碁リーグでは、2007年から神聖建設チーム監督。

### タイトル歴
- 東洋証券杯世界選手権戦 1989年

### その他の棋歴
国内棋戦
- 覇王戦 挑戦者 1987年
- 新王戦 準優勝 1988年
- 名人戦 挑戦者 1992、95年
- 国棋戦 挑戦者 1996年
- マキシムコーヒー杯入神連勝最強戦 準優勝 2005年

国際棋戦
- 三星火災杯世界オープン戦 ベスト4 1996年（○余平、○王立誠、○小林光一、×依田紀基）
- 応昌期杯世界プロ囲碁選手権戦 ベスト8 1992年（○マイケル・レドモンド、○江鋳久、×芮廼偉）
- 世界囲碁選手権富士通杯
  - 1989年出場（○フェルナンド・アギラール、×林海峰）
  - 1990年出場（○石田芳夫、×林海峰）
  - 1993年出場（○林海峰、×邵煒剛）
  - 1994年出場（×石田芳夫）
  - 1996年出場（○酒井猛、×常昊）
  - 1997年出場（×王立誠）
- 真露杯SBS世界囲碁最強戦
  - 1994年 0-1（×宮沢吾朗）
  - 1995年 0-1（×陳臨新）